# بخش تیندینسکی
بخش تیندینسکی (به لاتین: Tyndinsky District) یک منطقهٔ مسکونی در روسیه است که در استان آمور واقع شده‌است.